# Anders Johan Nordenskiöld
Anders Johan Nordenskiöld, född 21 december 1696 på Hitå, Sibbo socken, Finland, död 27 juni 1763 i Helsingfors var en svensk/finlandssvensk militär och ämbetsman.

## Biografi
Anders Johan Nordenskiöld var son till Johan Erik Nordberg (1660-1740) och Maria Christina Björnmarck, dotter till en myntinspektor. Han antog, i likhet med sina syskon, efternamnet Nordenberg. Han blev 1711 student vid Uppsala universitet och 1716 volontär vid Fortifikationen, där han avancerade 1742 till major och 1744 till generalkvartermästare och chef för finska fortifikationsbrigaden.
Han avgav 1745 berättelse om Finlands försvar och projekt till fästningsverks anläggande samt utsåg plats för den tilltänkta staden (Lovisa) vid Degerby och utarbetade för denna dels stadsplan, som stadfästes 1746, dels befästningsdessein. 1751 adlades han med namnet Nordenskiöld, tillsammans med sin bror Carl Fredric. Nordenskiöld blev 1752 vice landshövding och 1753 landshövding i Savolax och Kymmenegårds län. Han var landshövding i Nylands och Tavastehus län 1757-1761.
I sin samtids naturvetenskapliga och ekonomiska strävanden tog Nordenskiöld aktiv del. Han kallades till medlem av Vetenskapsakademien vid dess grundande 1739 och offentliggjorde i dess handlingar flera uppsatser av ekonomiskt innehåll. Som landshövding uppmuntrade han flitigt allmogen att förbättra jordbruket, inrätta kalkbrännerier och pottaskesjuderier samt att tillverka harts och terpentinolja. En ämbetsberättelse av honom, 1753, är publicerad i Svenska litteratursällskapet i Finland Förhandlingar och uppsatser, band 16.
Nordenskiöld var gift med sin brors svägerska, Sophia Margareta Ramsay, dotter till överstelöjtnant Axel Wilhelm Ramsay och Margareta Nöding. De fick två döttrar som gifte sig, varav en med Carl Wilhelm Leijonstedt, men deras gren av ätten slocknade på svärdssidan med deras son, som i sin tur fick två döttrar.